# Mireditha
Mireditha es un género de insecto coleóptero de la familia Chrysomelidae.

## Especies
Las especies de este género son:
- Mireditha cribrata Tan, 1981
- Mireditha flavomaculata Tang, 1992
- Mireditha intermedia Tang, 1992
- Mireditha vittata Tang, 1992